# Зелено брдо
Зелено брдо је урбано насеље Београда. Налази се у општини Звездара.

## Географија
Сматра се или северним продужетком Малог Мокрог Луга или најјужнијим продужетком Миријева. Простире се углавном северно од Булевара краља Александра, од Цветкове пијаце на западу до Малог Мокрог Луга на југоистоку, граничећи се са Учитељским Насељем и Коњарником на југу. Такође, граничи се са Звездарском шумом на северу и Миријевом на североистоку.

## Карактеристике
Иако данас одвојено насеље, раније се сматрало, бар делимично, делом Миријева. Смештена је на врху истоименог брда који је названо „Зелено брдо” и потиче из периода пре урбанизације, када је било неплодно, покривено само травом.

## Демографија
Зелено Брдо је месна заједница, под општинска административна јединица, у саставу општине Звездара. Према пописима становништва, садржала је 1981. године 10.343 становника, 8945 становника 1991, 9819 становника 2002. и 11.408 становника 2011. године.